# Смит, Келлита
Келлита Смит (англ. Kellita Smith, род. 11 июля 1969) — американская актриса и комик, наиболее известная благодаря ролям в телевизионных ситкомах.

## Жизнь и карьера
Смит родилась в Чикаго, штат Иллинойс, но выросла в Окленде, где и начала свою актёрскую карьеру на местной сцене. В 1990-х годах она переехала в Лос-Анджелес, где продолжила карьеру на сцене, выиграв в 1996 году NAACP Image Award за роль в пьесе «Чувства». На телевидении она дебютировала в комедийном шоу «В ярких красках» в 1993 году, а в последующие годы появлялась в ситкомах «Тусоваться с мистером Купером», «Мартин», «Сестра, сестра», «Братья Уэйэнсы», «Малкольм и Эдди», «Шоу Джейми Фокса» и «Паркеры».
Смит получила наибольшую известность благодаря роли Ванды Маккалоу в ситкоме Fox «Шоу Берни Мака», где она снималась с 2001 по 2006 год. На большом экране она снялась с Мо’Ник в фильме 2004 года «Магазинчик красоты», а в дополнение в разные годы появилась в «На том свете» (2001), «Выкупить Кинга» (2005), «Роллеры» (2005), Почувствуй ритм (2007) и «В эту игру могут играть трое» (2007). В 2012 году она вернулась на телевидение с ролью в ситкоме «Первая семья», а в 2014 году начала сниматься в сериале Syfy «Нация Z».

## Фильмография
| Год       |     | Русское название                        | Оригинальное название            | Роль                       |
| --------- | --- | --------------------------------------- | -------------------------------- | -------------------------- |
| 1993      | с   | В ярких красках                         | In Living Color                  | имя персонажа неизвестно   |
| 1993      | с   | Холостые мужчины и незамужние женщины   | Living Single                    | Сьюзен                     |
| 1994      | ф   | Домашняя вечеринка 3                    | House Party 3                    | девушка в платье           |
| 1994      | с   | Тусоваться с мистером Купером           | Hangin' with Mr. Cooper          | Жаклин                     |
| 1994—1995 | с   | Мартин                                  | Martin                           | Трейси                     |
| 1995      | ф   | Постовой на перекрёстке                 | The Crossing Guard               | Таня                       |
| 1995      | с   | Сестра, сестра                          | Sister, Sister                   | Тоня                       |
| 1996      | с   | Братья Уэйэнсы                          | The Wayans Bros.                 | Клэр                       |
| 1996      | с   | Опасные умы                             | Dangerous Minds                  | Доминик                    |
| 1996      | с   | Moesha                                  | Moesha                           | Мельба                     |
| 1997      | с   | High Incident                           | High Incident                    | имя персонажа неизвестно   |
| 1997      | с   | Малкольм и Эдди                         | Malcolm & Eddie                  | Даниэль                    |
| 1997      | с   | The Parent 'Hood                        | The Parent 'Hood                 | Шейла                      |
| 1997—1999 | с   | Шоу Джейми Фокса                        | The Jamie Foxx Show              | Чериз                      |
| 1999      | с   | Шоу Стива Харви                         | The Steve Harvey Show            | Ава Уитли                  |
| 1999      | с   | Паркеры                                 | The Parkers                      | Валери Максвелл            |
| 1999      | ф   | Кью: Фильм                              | Q: The Movie                     | Мо Мо                      |
| 2000      | с   | За твою любовь                          | For Your Love                    | София                      |
| 2000      | ф   | Уходящая Татьяна                        | Retiring Tatiana                 | Сиси                       |
| 2000      | тф  | Маскарад                                | Masquerade                       | Моника                     |
| 2001      | ф   | На том свете                            | Kingdom Come                     | Бернис Талберт             |
| 2001      | с   | Детектив Нэш Бриджес                    | Nash Bridges                     | Регина Адамс               |
| 2001      | с   | Полиция Нью-Йорка                       | NYPD Blue                        | миссис Чайлдс              |
| 2001—2005 | с   | Шоу Берни Мака                          | The Bernie Mac Show              | Ванда Маккалоу             |
| 2004      | ф   | Магазинчик красоты                      | Hair Show                        | Анджела                    |
| 2005      | ф   | Честная игра                            | Fair Game                        | Шерил                      |
| 2005      | ф   | Выкупить Кинга                          | King's Ransom                    | Рене Кинг                  |
| 2005      | ф   | Роллеры                                 | Roll Bounce                      | Вивиан                     |
| 2007      | ф   | В эту игру могут играть трое            | Three Can Play That Game         | Карла                      |
| 2007      | ф   | Почувствуй ритм                         | Feel the Noise                   | Таня                       |
| 2010      | ф   | Заговор X                               | Conspiracy X                     | судья Джеки Вудс           |
| 2010      | кор | Из Кейптауна с любовью                  | From Cape Town with Love         | Марша                      |
| 2011      | тф  | Она не наша сестра                      | She's Not Our Sister             | Вивьен                     |
| 2011—2005 | с   | Она всё ещё не наша сестра              | She's Still Not Our Sister       | Вивьен                     |
| 2012      | ф   | Великолепная пятёрка 2: Новое поколение | Gang of Roses 2: Next Generation | Госпожа Л.                 |
| 2012      | в   | Настоящая подруга                       | Sistaah Friend                   | Super Shero of Truth       |
| 2012—2015 | с   | Первая семья                            | The First Family                 | Первая леди Кэтрин Джонсон |
| 2014—2018 | с   | Нация Z                                 | Z Nation                         | Роберта Уоррен             |
| 2015      | тф  | Смертельный принятие                    | A Deadly Adoption                | офицер Мейсон              |
| 2015      | тф  | Акулий торнадо 3                        | Sharknado 3: Oh Hell No!         | сержант Роберта Уоррен     |
| 2015      | ф   | Человек в 3Б                            | The Man in 3B                    | детектив Андерсон          |
| 2015      | ф   | Сын проповедника                        | The Preacher's Son               | Анита Эмерсон              |
| 2015      | ф   | Хор директора                           | The Choir Director               | Анита Эмерсон              |